# Cut Loose (Emma Bale)
Cut Loose is een nummer van de Belgische zangeres Emma Bale uit 2018.
"Cut Loose" is een ballad waarin de ik-figuur haar geliefde vraagt om haar niet in de steek te laten. Het nummer werd een bescheiden hit in België; het bereikte de 20e positie in de Vlaamse Ultratop 50.